# Parco nazionale Los Haitises
Il parco nazionale Los Haitises (in spagnolo Parque nacional Los Haitises) è un parco nazionale che si trova nel nord-est della Repubblica Dominicana. Istituito nel 1968, si estende sulla zona costiera tra la baia di San Lorenzo e la baia di Samaná.